# Тукс, Альфред Мациевич
Тукс Альфред Мациевич (эст. Alfred Tux; 1900, Валк Лифляндская губерния — 23 октября 1936, Крым) — советский военнослужащий. Член ВКП(б) с 1926 года.

## Биография
Альфред Тукс родился в семье сапожника. По национальности эстонец. Окончил церковно-приходное и два класса городского училища. С 12 лет работал на музыкальной фабрике. В 1914 году переехал в Нарву. Призван в ряды Русской императорской армии. Во время Первой мировой войны служил в инженерно-строительном батальоне. Участник установления советской власти в Галиции. Вёл подпольную борьбу в Одессе против немецких войск, где был арестован и отправлен в тюрьму. После освобождения Одессы Красной Армией, выпущен из тюрьмы. Добровольно в рядах РККА с 1919 года. Воевал против отрядов Петлюры и Тютюнника. Трижды был ранен. С 1922 года по 1925 проходил обучение в 5-й Елизаветградской кавалерийской школы, затем в Украинской кавалерийской школе имени Будённого. Продолжил службу в кавалерийских частях на командных должностях. С 1932 по 1936 слушатель Военной академии имени Фрунзе. 23 октября 1936 года умер воспаления лёгких, находясь в отпуске в Крыму. На момент смерти имел звание капитана.

## Награды
Два Ордена Красного Знамени (1923, 1924) — за храбрость и героизм в боях во время Гражданской войны в России.